# Kasachischer Fußballpokal 2006
Der Kasachische Fußballpokal 2006 war die 15. Austragung des Pokalwettbewerbs im Fußball in Kasachstan. Pokalsieger wurde der FK Almaty, der sich im Finale gegen Titelverteidiger Schenis Astana durchsetzte.
Durch den Sieg im Finale qualifizierte sich Almaty für die Qualifikationsrunde im UEFA-Pokal 2007/08.

## Modus
In den ersten drei Runden und im Finale wurde der Sieger in einem Spiel ermittelt. Stand es nach der regulären Spielzeit von 90 Minuten unentschieden, kam es zur Verlängerung von zweimal 15 Minuten und falls danach immer noch kein Sieger feststand zum Elfmeterschießen.
Im Viertel- und Halbfinale wurde der Sieger in Hin- und Rückspiel ermittelt. Bei Torgleichheit entschied zunächst die Anzahl der auswärts erzielten Tore, danach eine Verlängerung und schließlich das Elfmeterschießen.

## 1. Runde
| Datum      |                              | Ergebnis  |                            |
| ---------- | ---------------------------- | --------- | -------------------------- |
| 17.04.2006 | Schetissu Taldyqorghan       | 2:0       | Schelesnodoroschnik Almaty |
| 17.04.2006 | Zesna Almaty                 | 4:1       | Köksu Taldyqorghan         |
| 17.04.2006 | Schachtjor-Junost Qaraghandy | 7:1       | Bolat Temirtau             |
| 17.04.2006 | Ordabassy Schymkent B        | 3:2       | Schambyl Taras             |
| 17.04.2006 | Asbest Schitiqara            | 3:1 n. V. | Tobol Qostanai B           |
| 17.04.2006 | Aqsu Stepnogorsk             | 2:0       | Avangard Petropawl         |
| 17.04.2006 | Aqschajyq Oral               | 3:0       | Schaster Oral              |

## 2. Runde
| Datum      |                              | Ergebnis              |                          |
| ---------- | ---------------------------- | --------------------- | ------------------------ |
| 26.04.2006 | Schetissu Taldyqorghan       | 1:0                   | Wostok Öskemen           |
| 26.04.2006 | Wostok Öskemen B             | 3:3 n. V. (6:5 i. E.) | Qaisar Qysylorda         |
| 26.04.2006 | Zesna Almaty                 | 2:3                   | Ertis Pawlodar           |
| 26.04.2006 | Schachtjor-Junost Qaraghandy | 0:5                   | FK Almaty                |
| 26.04.2006 | Semei Semipalatinsk          | 1 0:3 1               | FK Ekibastus             |
| 26.04.2006 | Rachat Astana                | 0:5                   | Schachtjor Qaraghandy    |
| 26.04.2006 | Ordabassy Schymkent B        | 0:2                   | FK Astana                |
| 26.04.2006 | Munaily Atyrau               | 0:3                   | FK Qairat Almaty         |
| 26.04.2006 | FK Qaisar-Schas Qysylorda    | 0:5                   | Ordabassy Schymkent      |
| 26.04.2006 | Gornjak FK Chromtau          | 0:2                   | FK Aqtöbe                |
| 26.04.2006 | Kaspij Aqtau                 | 2:3                   | FK Atyrau                |
| 26.04.2006 | FK Aqtöbe-Schas              | 1:3                   | Energetik Pawlodar       |
| 26.04.2006 | Aqsu Stepnogorsk             | 0:2                   | Oqschetpes Kökschetau    |
| 26.04.2006 | Ertis Pawlodar B             | 0:2 n. V.             | FK Taras                 |
| 26.04.2006 | Aqschajyq Oral               | 0:2                   | Tobol Qostanai           |
| 26.04.2006 | Asbest Schitiqara            | 0:2                   | Jessil-Bogatyr Petropawl |

## Achtelfinale
| Datum      |                       | Ergebnis              |                          |
| ---------- | --------------------- | --------------------- | ------------------------ |
| 10.05.2006 | Schachtjor Qaraghandy | 4:1                   | Schetissu Taldyqorghan   |
| 10.05.2006 | FK Qairat Almaty      | 3:3 n. V. (3:4 i. E.) | Energetik Pawlodar       |
| 10.05.2006 | Ertis Pawlodar        | 1:0                   | Jessil-Bogatyr Petropawl |
| 10.05.2006 | FK Ekibastus          | 1:3                   | Oqschetpes Kökschetau    |
| 10.05.2006 | FK Atyrau             | 0:2                   | Tobol Qostanai           |
| 10.05.2006 | FK Astana             | 3:0                   | Wostok Öskemen B         |
| 10.05.2006 | FK Aqtöbe             | 5:1                   | Ordabassy Schymkent      |
| 11.05.2006 | FK Almaty             | 3:2                   | FK Taras                 |

## Viertelfinale
| Datum             |                       | Gesamt    |                       | Hinspiel | Rückspiel |
| ----------------- | --------------------- | --------- | --------------------- | -------- | --------- |
| 24.05./11.06.2006 | Oqschetpes Kökschetau | 0:1       | Schenis Astana        | 0:0      | 0:1       |
| 24.05./11.06.2006 | Energetik Pawlodar    | 1:2       | Ertis Pawlodar        | 0:2      | 1:0       |
| 24.05./11.06.2006 | FK Aqtöbe             | (a)2:2(a) | Schachtjor Qaraghandy | 2:1      | 0:1       |
| 24.05./21.06.2006 | Tobol Qostanai        | 2:3       | FK Almaty             | 2:2      | 0:1       |

## Halbfinale
| Datum             |                       | Gesamt    |                | Hinspiel | Rückspiel |
| ----------------- | --------------------- | --------- | -------------- | -------- | --------- |
| 21.06./30.08.2006 | Schachtjor Qaraghandy | (a)3:3(a) | Schenis Astana | 2:2      | 1:1       |
| 26.07./30.08.2006 | Ertis Pawlodar        | (a)3:3(a) | FK Almaty      | 3:1      | 0:2       |

## Finale
| Paarung        | FK Almaty – Schenis Astana |
| Ergebnis       | 3:1 n. V. (1:1, 1:0) |
| Datum          | 8. November 2006 |
| Stadion        | Zentralstadion, Almaty |
| Zuschauer      | 4.700 |
| Schiedsrichter | Vladimir Grinyak ( Slowakei) |
| Tore           | 1:0 Jafar Irismetov (45.) 1:1 Maxim Schalmaghambetow (85.) 2:1 Jafar Irismetov (103.) 3:1 Jafar Irismetov (108.) |
| FK Almaty      | Pavelas Leusas – Absal Schumabajew, Jewgeni Klimow, Wiktor Kolwaljow (104. Ilja Worotnikow), Alexander Kirow – Sergei Larin, Kirill Schestakow, Andrei Trawin, Wadim Borowski (79. Kirill Kotschkajew) – Jafar Irismetov, Victor Berco (120. Sergei Ostapenko) Cheftrainer: Anton Joore ( Niederlande)         |
| Schenis Astana | Dawid Lorija – Jegor Asowskiy, Aleksandr Kuchma, Maxim Schalmaghambetow, Emil Kenschissarijew, Piraly Әlijew, Nikita Chochlow, Dmitri Bjakow, Eduard Sergijenko (120. Maxim Asowski) – Schambyl Kökejew (72. Kuanysch Abdualijew), Murat Tileschew (59. Dias Kәmelow) Cheftrainer: Arno Pijpers ( Niederlande) |
| Gelbe Karten   | Kirill Schestakow, Wiktor Kolwaljow, Andrei Trawin – Dias Kәmelow |
| Platzverweise  | keine – Piraly Әlijew (38.) |